# Loosjes
Loosjes is een uit Zaandam afkomstig geslacht dat predikanten, boekhandelaren, uitgevers, letterkundigen en hoogleraren voortbracht.

## Geschiedenis
De stamreeks begint met Aryan Jacobsz. Loosjes die in 1635 overleed. Zijn achterkleinzoon werd de eerste predikant van het geslacht: nog enkelen zouden er volgen. In de 18e eeuw werden nazaten boekhandelaren en uitgevers. Velen werden naast hun hoofdfunctie letterkundige en publicist. Tot ver in de 20e eeuw hielden leden zich bezig met het boekenvak.

## Enkele telgen
Ds. Cornelis Loosies (1660-1720), doopsgezind predikant
- Ds. Adriaan Loosjes (1689-1767), doopsgezind predikant en letterkundige
  - Ds. Cornelis Loosjes (1723-1792), doopsgezind predikant
  - Ds. Petrus Loosjes (1735-1813), doopsgezind predikant
    - Adriaan Loosjes (1761-1818), boekhandelaar en uitgever te Haarlem, letterkundige en politiek bestuurder
      - Vincent Loosjes (1786-1841), boekhandelaar en uitgever, letterkundige
        - Maria Loosjes (1823-1865); trouwde in 1848 met Willem Josephus van Zeggelen (1811-1879), drukkerijfirmant en letterkundige
        - Ds. Adriaan Loosjes (1828-1902), doopsgezind predikant en letterkundige
          - Ds. Vincent Loosjes (1855-1932), doopsgezind predikant en letterkundige
            - Mr. Adriaan Loosjes (1883-1949), secretaris van de Vereniging ter bevordering van de belangen des boekhandels, letterkundige, hoofdredacteur van Buiten

          - Adriaan Loosjes (1870-1890), theologisch student
          - Mr. Elisa Hendrik Loosjes (1872-1945), rechter
            - Prof. dr. Fredrik Elisa Loosjes (1913-1994), bioloog

          - Prof. mr. ds. Jakob Loosjes (1874-1935), doopsgezind predikant, hoogleraar en letterkundige
          - Mr. Peter Loosjes (1877-1964), gemeenteambtenaar
            - Prof. Theodoor Peter Loosjes (1908-1998), bibliothecaris en hoogleraar boekwetenschap
              - Mr. Vincent Peter Loosjes (1940), musicus, boekdrukker en jurist

            - Dr. Robert Loosjes (1913-1992), chemicus; trouwde met kunsthistorica dr. mr. Aleida Betsy Loosjes-Terpstra (1913-1995)

        - Pieter Loosjes (1836-1910), boekhandelaar en uitgever (firma De Erven Loosjes), directeur Teyler's Stichting
          - Vincent Loosjes (1869-1931), uitgever, firmant De Erven Loosjes, wethouder te Haarlem

        - Jan Izaäk Loosjes (1839-1881), boekhandelaar

    - Agatha Catharina Loosjes (1766-1817); trouwde in 1792 met François Bohn (1757-1819), uitgever